# Andrew Fabinyi
Andrew Fabinyi (geboren als Andor Fabinyi, 27. Dezember 1908 in Budapest, Österreich-Ungarn; gestorben 25. Juli 1978 in Hornsby, Sydney) war ein ungarisch-australischer Buchhändler und Verleger.

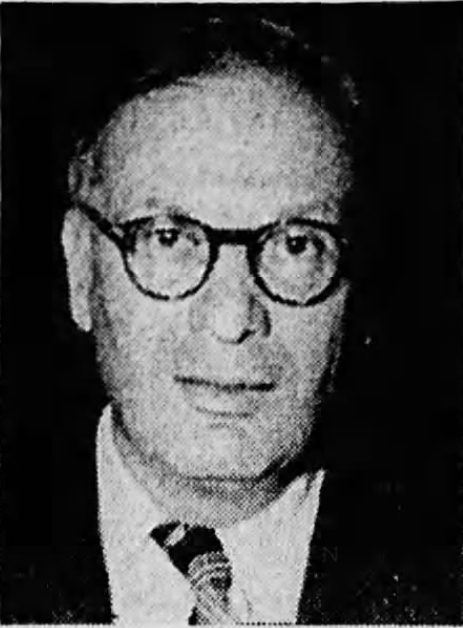
Andrew Fabinyi (1963)

## Leben
Andor Fabinyi war ein Sohn des Rechtsanwalts Imre Fabinyi und der Margit Nagel. Er wuchs zweisprachig auf, besuchte das Minta-Gymnasium (‚Ausbildungsgymnasium‘, heute gyakorlógimnázium) und studierte anschließend an der Péter-Pázmány-Universität der Wissenschaften. Er wurde mit der Dissertation zum Thema Die Psychologie der Ästhetik promoviert. Fabinyi arbeitete in Budapest in der „Theodor Lauffer’schen Buchhandlung und Leihbibliothek“ und gründete 1932 einen Importvertrieb für englische Bücher. Der zunehmende Antisemitismus unter dem Horthy-Regime veranlasste Fabinyi zur Emigration, und er erreichte auf dem Weg nach Neuseeland im Juli 1939 Melbourne, wo er blieb, weil er eine Anstellung in der Buchhandlung von Frank Cheshire fand und die Bibliothekarin Elisabeth Clare Robinson (1912–2002) heiratete, sie hatten fünf Kinder. Andrew Fabinyi wurde vor der Internierung als Enemy Alien verschont. Er diente ab 1942 in den Citizen Military Forces und erhielt 1944 die australische Staatsbürgerschaft.
Nach Kriegsende arbeitete er wieder als Buchhändler bei Cheshire und gründete mit diesem 1957 das Verlagshaus F. W. Cheshire Publishing PTY Ltd. mit einem breiten Verlagsprogramm. Zu einem Standbein wurde der erste australische Schulbuchverlag. 1960 wurde er als Officer of the Order of the British Empire (OBE) ausgezeichnet. 1969 wechselte Fabinyi zu Pergamon Press (Australia) und erhielt 1975 einen Direktorenposten, daneben leitete er als Buchhändler seit 1970 den La Trobe University Bookshop und seit 1977 Longman Cheshire. 1977 verließ er das Unternehmen von Robert Maxwell, weil er dessen unternehmerischen Kurs nicht mittragen wollte. Er arbeitete nun auch als Research Fellow an der University of New South Wales.
Fabinyi führte 1955 die Australian Book Week ein, war zeitweise Präsident der Australian Book Publishers Association, war Mitglied der Library Association of Australia und von 1966 bis 1977 australischer Delegierter in Fachausschüssen der UNESCO. Im Australian Book Review schrieb er unter dem Pseudonym Peter Pica Glossen über das aktuelle Geschehen im Buchhandel.